# تیانترن
تیانترن (به انگلیسی: Thianthrene) یک ترکیب شیمیایی با شناسه پاب‌کم ۷۱۰۹ است.